# بطولة أمريكا الجنوبية لألعاب القوى للناشئين 1983
بطولة أمريكا الجنوبية لألعاب القوى للناشئين 1983 هي النسخة الـ 15 من بطولة أمريكا الجنوبية لألعاب القوى للناشئين. أقيمت في ميديلين. شارك فيها 162 رياضياً من 8 بلدان. تصدرت البرازيل جدول الميداليات برصيد 47 ميدالية منها 23 ذهبية.

## جدول الميداليات
| الترتيب | منتخب      | ذهبية | فضية | برونزية | المجموع |
| ------- | ---------- | ----- | ---- | ------- | ------- |
| 1       | البرازيل   | 23    | 16   | 8       | 47      |
| 2       | كولومبيا   | 8     | 12   | 8       | 28      |
| 3       | الأرجنتين  | 4     | 7    | 7       | 18      |
| 4       | فنزويلا    | 1     | 2    | 4       | 7       |
| 5       | تشيلي      | 1     | 0    | 8       | 9       |
| 6       | بيرو       | 0     | 0    | 1       | 1       |
| 6       | الأوروغواي | 0     | 0    | 1       | 1       |